# Tarnów (gemeente)
De gemeente Tarnów is een landgemeente in het Poolse woiwodschap Klein-Polen, in powiat Tarnowski.
De zetel van de gemeente is in Tarnów.
Op 30 juni 2004 telde de gemeente 22 676 inwoners.

## Oppervlakte gegevens
In 2002 bedroeg de totale oppervlakte van gemeente Tarnów 82,81 km², waarvan:
- agrarisch gebied: 71%
- bossen: 13%

De gemeente beslaat 5,85% van de totale oppervlakte van de powiat.

## Demografie
Stand op 30 juni 2004:
| Omschrijving                   | Totaal | Totaal | Vrouwen | Vrouwen | Mannen | Mannen |
| ------------------------------ | ------ | ------ | ------- | ------- | ------ | ------ |
| eenheid                        | aantal | %      | aantal  | %       | aantal | %      |
| inwoners                       | 22 676 | 100    | 11 485  | 50,6    | 11 191 | 49,4   |
| bevolkingsdichtheid (inw./km²) | 273,8  | 273,8  | 138,7   | 138,7   | 135,1  | 135,1  |

In 2002 bedroeg het gemiddelde inkomen per inwoner 1158,92 zł.

## Administratieve plaatsen (sołectwo)
Biała, Błonie, Jodłówka-Wałki, Koszyce Małe, Koszyce Wielkie, Łękawka, Nowodworze, Poręba Radlna, Tarnowiec, Wola Rzędzińska (2 sołectwa), Zawada, Zbylitowska Góra, Zgłobice.

## Aangrenzende gemeenten
Czarna, Lisia Góra, Pleśna, Skrzyszów, Tarnów, Tuchów, Wierzchosławice, Wojnicz, Żabno